# Oak Street (Chicago)
Pour les articles homonymes, voir Oak Street.

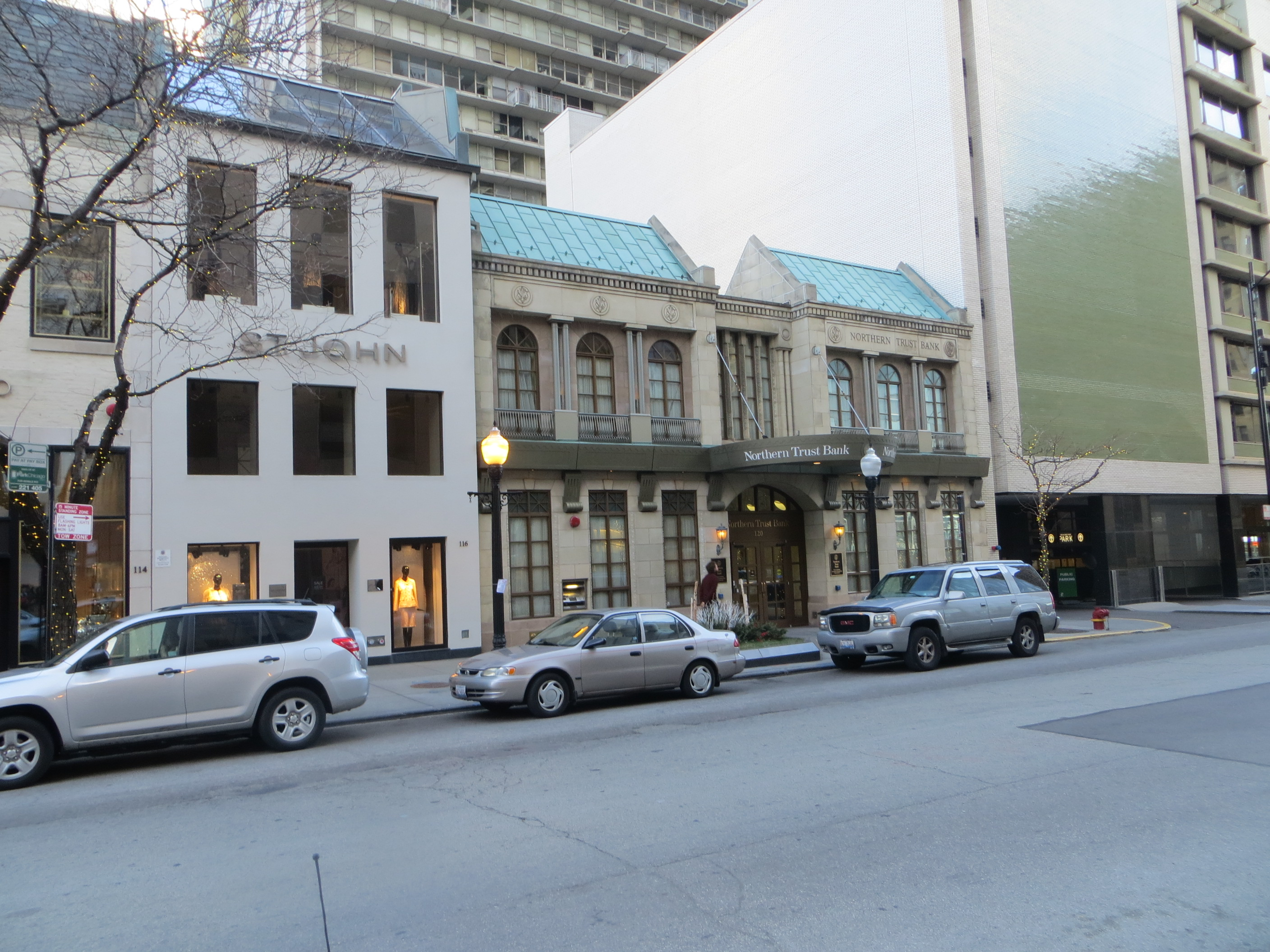
Chicago

Oak Street est une petite rue du quartier de Streeterville à Chicago située sur 1000 North.

## Situation et accès
Elle débute de Oak Street Beach, l'une des plages les plus fréquentées de la ville à l'est jusqu'à la 648e rue (Larabee Street) à l'ouest dans le secteur de Near North Side et se termine sans traverser complètement le nord de la rivière Chicago. L'ouest de la rivière au nord de la 1000e est appelée Augusta Boulevard.
Dans sa partie orientale (entre Michigan Avenue et Rush Street), Oak street est l'une des destinations les plus prestigieuses pour l'achat à Chicago. Contrairement au Magnificent Mile, se situant à proximité, elle comprend des chaînes de magasins de luxe et des grands magasins, et est connue pour ses restaurants exquis.
Plus à l'est est situé Oak Beach Street et le quartier historique de East Lake Shore Drive District.

## Origine du nom
La rue tire son nom du mot anglais oak, qui signifie chêne.

## Bâtiments remarquables et lieux de mémoire
Les magasins de luxe sur la rue comprennent Prada, Barneys New York, Hermès, Tod's, Yves Saint Laurent, Kate Spade, Jil Sander, Loro Piana, Furla, calypso, Judith Ripka, Frette, Marina Rinaldi, Agent Provocateur, Juicy Couture, Luca Luca, Graff Diamonds, Harry Winston, Vera Wang, Wolford Boutique, Me & Ro, Hugo Boss, ACA All Custom Habit, AG Jeans, Diesel, BCBG Max Azria, Bang & Olufsen, Paul Stuart, Phineas & Cole, et Ultimo Chicago.
Elle abrite également Birch Design Studios.